# Paracristocentrus vadoni
Paracristocentrus vadoni là một loài bọ cánh cứng trong họ Cerambycidae.